# Ryan Strayer
Ryan Strayer (* 2. Juli 1985 in Murfreesboro, Tennessee) ist ein US-amerikanisch-neuseeländischer Eishockeyspieler, der seit 2015 erneut für die Southern Stampede aus Queenstown in der New Zealand Ice Hockey League spielt.

## Karriere
Ryan Strayer begann seine Karriere bei den New England Junior Coyotes in der Eastern Junior Hockey League. Von 2004 bis 2009 spielte er für die Mannschaft der Franklin Pierce University in der dritten Division der National Collegiate Athletic Association. Nach einem Jahr bei den Evansville IceMen aus der All American Hockey League, in der er mit dem Franchise im Jahr 2010 den Davidson Cup gewann, verließ er seine amerikanische Heimat und spielte je ein Jahr für Erzurum Gençlik SK in der Türkei und Viiking Sport Tallinn in Estland. Mit letzteren wurde er 2013 estnischer Meister. Nach diesem Erfolg wechselte er auf die Südhalbkugel der Erde nach Neuseeland, wo er seit 2014 überwiegend für die Southern Stampede aus Queenstown spielt. Lediglich in der ersten Hälfte der Spielzeit 2015 stand er bei den Sydney Ice Dogs auf dem Eis. 2015, 2016, 2017 und 2019 wurde er mit der Stampede Neuseeländischer Meister.

### International
Nach seiner Einbürgerung gab Strayer für Neuseeland bei der Weltmeisterschaft 2019 sein Debüt auf internationaler Bühne.

## Erfolge und Auszeichnungen
- 2010 Gewinn des Davidson Cups der All American Hockey League mit den Evansville IceMen
- 2013 Estnischer Meister mit Viiking Sport Tallinn
- 2015 Neuseeländischer Meister mit der Southern Stampede
- 2016 Neuseeländischer Meister mit der Southern Stampede
- 2017 Neuseeländischer Meister mit der Southern Stampede
- 2019 Neuseeländischer Meister mit der Southern Stampede